# Severomoravský krajský přebor 1963/1964
V soubojích 4. ročníku Severomoravského krajského přeboru 1963/64 (jedna ze skupin 3. fotbalové ligy) se utkalo 14 týmů každý s každým dvoukolovým systémem podzim–jaro. Tento ročník začal v srpnu 1963 a skončil v květnu 1964.

## Nové týmy v sezoně 1963/64
- Ze 2. ligy – sk. B 1962/63 sestoupilo do Severomoravského krajského přeboru mužstvo VTJ Dukla Olomouc.
- Ze skupin I. A třídy Severomoravského kraje 1962/63 postoupila mužstva TJ Baník Stachanov Hrušov, TJ Spartak Meopta Přerov a TJ Spartak Šternberk.

## Konečná tabulka
Zdroj: 
| Poř. | Tým                                   | Z  | V  | R | P  | VG | OG | B  |
| ---- | ------------------------------------- | -- | -- | - | -- | -- | -- | -- |
| 1.   | TJ Baník Ostrava „B“                  | 26 | 21 | 4 | 1  | 78 | 11 | 46 |
| 2.   | TJ Rudá hvězda Vsetín                 | 26 | 16 | 4 | 6  | 66 | 27 | 37 |
| 3.   | TJ Baník 1. máj Karviná               | 26 | 16 | 3 | 7  | 66 | 35 | 35 |
| 4.   | TJ ŽD Bohumín                         | 26 | 17 | 0 | 9  | 53 | 31 | 34 |
| 5.   | VTJ Dukla Olomouc (S)                 | 26 | 11 | 4 | 11 | 42 | 38 | 26 |
| 6.   | TJ Ostroj Opava                       | 26 | 12 | 1 | 13 | 60 | 55 | 25 |
| 7.   | TJ Spartak Meopta Přerov (N)          | 26 | 11 | 2 | 13 | 38 | 28 | 24 |
| 8.   | TJ Důl Dukla Havířov-Suchá            | 26 | 11 | 2 | 13 | 48 | 57 | 24 |
| 9.   | TJ Rožnov pod Radhoštěm               | 26 | 11 | 2 | 13 | 44 | 61 | 24 |
| 10.  | TJ Baník Stachanov Hrušov (N)         | 26 | 8  | 6 | 12 | 34 | 37 | 22 |
| 11.  | TJ Spartak Šternberk (N)              | 26 | 9  | 4 | 13 | 41 | 69 | 22 |
| 12.  | TJ Spartak MEZ Frenštát pod Radhoštěm | 26 | 9  | 2 | 15 | 34 | 62 | 20 |
| 13.  | TJ Spartak PS Přerov                  | 26 | 5  | 3 | 18 | 36 | 78 | 13 |
| 14.  | TJ Spartak Zbrojovka Vsetín           | 26 | 5  | 3 | 18 | 26 | 77 | 13 |

Poznámky:
- Z = Odehrané zápasy; V = Vítězství; R = Remízy; P = Prohry; VG = Vstřelené góly; OG = Obdržené góly; B = Body; (S) = Mužstvo sestoupivší z vyšší soutěže; (N) = Mužstvo postoupivší z nižší soutěže (nováček)

|  | Postup do 2. ligy – sk. B 1962/63                          |
|  | Sestup do skupin I. A třídy Severomoravského kraje 1962/63 |
|  | Sloučení klubů do TJ Spartak Vsetín                        |